# アンテベラム (映画)
『アンテベラム』（Antebellum）は、2020年のアメリカ合衆国のホラースリラー映画。ジェラルド・ブッシュとクリストファー・レンツの長編監督デビュー作で両者が脚本も務めている。出演はジャネール・モネイ、エリック・ラング、ジェナ・マローン、ジャック・ヒューストン、キアシー・クレモンズなど。
米国では2020年9月18日にプレミアム・ビデオ・オン・デマンドで公開され、その他のいくつかの国では劇場公開された。

## ストーリー
南北戦争前夜のアメリカ南部、ルイジアナ州。とある綿花農場では、「白人の主人たちに話しかけられない限り、黒人奴隷は言葉を発してはならない」というルールが存在していた。そんなある日、奴隷のイーライは妻と一緒に農場から脱走を図ったが、主人たちに見つかってしまった。彼に対する罰として、主人たちはイーライの目の前で妻を惨殺した。また、主人たちは2人の脱走を手助けした奴隷、エデンに対しては殴る蹴るの暴行を加えた。さらには、反抗の芽を完全に潰すべく焼き印を押した。
ほどなくして、綿花農場に奴隷たちが新しく連れてこられた。奴隷たちのなかには妊娠中の女性もいた。農場を管理する将軍の娘、エリザベスは彼女にジュリアという名前を与え、エデンの看病をするよう命じた。その日の夜、南軍の兵士ダニエルがジュリアに目を留め、密会を求めてきた。ジュリアは彼の親切心に訴えかけて脱走の手助けをしてもらおうとしたが、口を開いた瞬間、ダニエルは激昂し彼女を殴りつけた。ジュリアが許可なしに言葉を発したことに対する懲罰であった。このときに受けた暴行が原因で、ジュリアは流産してしまった。
それから150年以上の月日が流れた現代のアメリカ。社会学における人種差別研究の第一人者、ヴェロニカ・ヘンリーは新しい本の出版記念イベントに参加するべく、ニューオーリンズを訪れていた。友人たちとのディナーの後、ヴェロニカは一足先に愛する家族の下へ帰ろうとした。ところが、その道中、ヴェロニカは誰もが予想し得なかった事態に巻き込まれ、2つの出来事が交錯することになる。

## キャスト
- ヴェロニカ・ヘンリー/エデン: ジャネール・モネイ
- ブレイク・デントン/彼: エリック・ラング（英語版）
- エリザベス: ジェナ・マローン
- ジャスパー司令官: ジャック・ヒューストン
- ジュリア: キアシー・クレモンズ
- ドーン: ガボレイ・シディベ
- ニック・ヘンリー: マルク・リチャードソン（英語版）
- イーライ/タラサイ教授: トンガイ・キリサ（英語版）
- ダニエル: ロバート・アラマヨ（英語版）
- サラ: リリー・カウルズ（英語版）
- ケネディ・ヘンリー: ロンドン・ボイス

## 製作
2019年3月21日、ジャネール・モネイの起用が発表された。4月16日、エリック・ラング、ジェナ・マローン、ジャック・ヒューストン、キアシー・クレモンズ、トンガイ・キリサ、ガボレイ・シディベ、ロバート・アラマヨ、リリー・カウルズの出演が決まったと報じられた。5月17日、マルク・リチャードソンがキャスト入りした。
2020年3月11日、ネイト・ワンダーとローマン・ジアンアーサーが本作で使用される楽曲を手がけるとの報道があった。9月18日、ミラン・レコーズが本作のサウンドトラックを発売した。

## マーケティング
2019年11月21日、本作のティーザー映像が初めて公開された。2020年3月6日、本作のオフィシャル・トレイラーが公開された。8月7日、本作のファイナル・トレイラーが公開された。

## 公開
当初、本作は2020年4月24日に全米公開される予定だったが、新型コロナウイルスの流行が拡大したため、一旦公開スケジュールから引き上げられた。その後、2020年8月21日に公開日が再設定されたが、事態が一向に収束しないことを受けて、ライオンズゲートは本作の劇場公開を断念して配信スルーとした。

## 評価

### VODでのレンタル
公開週末に、Amazon Prime Videoでは映画とテレビの両方で最も多くレンタルされたタイトルの1位、FandangoNowとApple TVでは1位、Google Playでは3位となった。IndieWireは、約50万世帯がこの映画をレンタルした場合、スタジオに800万ドルの利益をもたらすと見積もった。2週目の週末、この映画はAmazon Prime Video、FandangoNow、Spectrumの映画チャートでトップになり、Google Playでは2位、Apple TVでは6位となり、3週目の週末もほとんどのプラットフォームでトップ3を維持した。2020年10月、ハリウッド・リポーターは、新型コロナウイルスのパンデミックの中で、この映画がPVODで6番目に人気のあるタイトルだったと報じた。

### 批評家の反応
本作に対する批評家の評価は芳しいものではない。映画批評集積サイトのRotten Tomatoesには178件のレビューがあり、批評家支持率は28%、平均点は10点満点で4.7点となっている。サイト側による批評家の見解の要約は「『アンテベラム』はイメージに意味を付与することに失敗している。その結果、作品の土台をなすはずの恐怖が不足し、大して面白くもない作品に仕上がってしまった。」となっている。また、Metacriticには36件のレビューがあり、加重平均値は45/100となっている。